# Barbara Woroniecka
Barbara Woroniecka (ur. 8 września 1571 w Warszawie, zm. po 5 czerwca 1615) – najprawdopodobniej nieślubna córka króla polskiego Zygmunta II Augusta i jego metresy Barbary Gizanki.

## Życiorys
W 1573 po ślubie swojej matki z kniaziem wołyńskim Michałem Woronieckim, Barbara została zaadoptowana przez Woronieckiego i przyjęła jego nazwisko. Przed 6 grudnia 1593 wyszła za mąż za pisarza skarbu koronnego Jakuba Zawadzkiego, który zabezpieczył jej posag na dobrach Kośmin w ziemi czerskiej. Po raz ostatni w źródłach Barbara z Woronieckich Zawadzka występuje 5 czerwca 1615. Zmarła po tej dacie.